# Ulpius Julianus
Ulpius Julianus (†218) was de rechterhand van de Romeinse keizer Macrinus (217-218).
Ulpius Julianus lichtte Macrinus in, dat zijn leven op spel stond, nadat in profetieën hem de keizerlijke waardigheid was voorspeld. Om zijn arrestatie en executie te voorkomen, zag Macrinus geen andere keus dan om een moordcomplot tegen keizer Caracalla te smeden. Hij bediende zich daarbij van een groep van drie ontevreden soldaten. Op 8 april 217 werd de moord op Caracalla in Mesopotamië uitgevoerd.
Eenmaal tot keizer uitgeroepen, gaf Macrinus Ulpius Julianus de titel van Praefectus praetorio. De tante van Caracalla, Julia Maesa, legde zich bij de situatie niet neer en riep haar kleinzoon Elagabalus uit tot nieuwe keizer, zij kreeg daarbij steun van de Legio III Gallica. Als reactie op de groeiende dreiging stuurde Macrinus een cavaleriemacht onder bevel van Ulpius Julianus om de rebellie de kop in te drukken. In plaats daarvan doodde de cavalerie Ulpius en liep ze over naar Elagabalus.